# Hamide Bıkçın Tosun
Hamide Bıkçın Tosun (Ancara, 24 de janeiro de 1978) é uma taekwondista turca.
Hamide Bıkçın Tosun competiu nos Jogos Olímpicos de 2000 na qual conquistou a medalha de bronze.